# قداس منتصف الليل (مسلسل)
قداس منتصف الليل (بالإنجليزية: Midnight Mass) هو مسلسل رعب خارق للطبيعة أمريكي من تأليف وإخراج مايك فلاناغان وبطولة زاش جيلفورد،كيت سيجيل وهاميش لينكلاتير.تم عرض المسلسل على نتفليكس يوم 24 سبتمبر 2021.